# Eva Behring
Eva Behring (n. 28 iunie 1936, Stettin, azi Szczecin, Polonia – d. 26 ianuarie 2004, Berlin) a fost o profesoară universitară, istoric literar și specialistă germană în domeniul literaturii române.
Absolventă a Facultății de Limba Română, Universitatea București (1961), unde i-a avut ca profesori, printre alții, pe Tudor Vianu, Iorgu Iordan, Alexandru Rosetti , și-a luat doctoratul cu lucrarea „Lirica de dragoste a lui Mihai Eminescu în lumina imaginilor și metaforelor sale”.

## Cărți (selecție)
- Scriitori români din exil, 1945-1989, traducere din limba germană de Tatiana Petrache și Lucia Nicolau, București, Editura Fundației Culturale Române, 2001;
- Rumänische Schriftsteller im Exil: 1945-1989, Stuttgart, Franz Steiner Verlag, 2002;
- Die Tanzende Katze: Rumänische Erzähler Des 20. Jahrhunderts, Leipzig, 1985;
- Rumanische Literaturgeschichte: Von den Anfangen bis zur Gegenwart, Konstanz, Universitätsverlag Konstanz, 1994;
- Geschichtliche Mythen in Den Literaturen Und Kulturen Ostmittel- Und Sudosteuropas, Wiesbaden/Stuttgart, Franz Steiner Verlag, 1999 (coeditor);
- Grundbegriffe und Autoren ostmitteleuropäischer Exilliteraturen 1945-1989. Versuch einer Systematisierung und Typologisierung, Stuttgart, 2004, (coautor);
- Reinventând Europa, București, 1998, (coautor);
- Mittlerin zwischen Kulturen (coautor);
- Rumänien und die deutsche Klassik, München, 1996.
- Christian W. Schenk: Streiflicht. Eine Auswahl zeitgenössischer rumänischer Lyrik, în: Arhiv - für das Studium der neueren Sprachen und Literaturen, 233. Band, 148. Jahrgang, 1